# 高冠變色龍
高冠變色龍，又稱為葉門變色龍，是一種變色龍，棲息於葉門及沙烏地阿拉伯的阿拉伯半島地帶。

## 描述
高冠變色龍雄性全長為43至61（17至24英寸），雌性體長較短，不會超過35（14英寸），但較為粗壯。雄性及雌性個體頭上均具有隨著年紀逐漸增大的頭冠，最高可達5（2.0英寸）。剛出生的高冠變色龍為淺綠色，隨著成長身上的條紋也會逐漸變得明顯。成年雌性的體色呈綠色，並具有白色、橘色、黃色及棕褐色的斑塊；成年雄性體色則呈現較量的綠色，並具有黃色或藍色的條紋以及一些斑塊。
高冠變色龍的體色會受到某些因素影響，包括社交因素。在實驗情況下，單一飼養的幼年個體體色會較有與其他個體一同飼養的幼年個體體色還要來的黯淡。雌性個體於繁殖期時會改變體色。當感受到壓力時，高冠變色龍也會呈現較暗的體色。

## 行為與生態學
高冠變色龍於原生地棲息的地區包括高原、山脈及山谷。和其他變色龍一樣，高冠變色龍也是樹棲，主要棲息於樹或大型植物上。牠們偏好較溫暖的環境，大約24至35 °C（75至95 °F）。
高冠變色龍為食蟲動物，但偶爾也會以植物為食，可能是為了於旱季時補充水分。
雌性高冠變色龍可活5年，雄性則可活8年，於4至5個月時達到性成熟。牠們一年可繁殖超過一次，雌性可產下最多85顆蛋，並在之後將其埋於沙中，蛋殼堅韌，呈白色。胚胎具有滯育期，會暫時停止發育直到外在基質上升到了合適的溫度才會繼續成長。
雌性會於發情期時改變體色，而雄性也會於此時更加頻繁展現求偶展示。

## 人工飼養
高冠變色龍為常被飼養為寵物的變色龍，十分容易繁殖且產下的蛋數量多，很能適應各種人工飼養環境。

## 外來入侵種
高冠變色龍在夏威夷屬於外來物種，入侵當地的生態系統，在茂宜島有穩定的族群。高冠變色龍也可於加州發現野生個體，可能來自於逃逸的寵物。
在臺灣高雄旗津也有穩定的高冠變色龍野生族群。

## 圖集

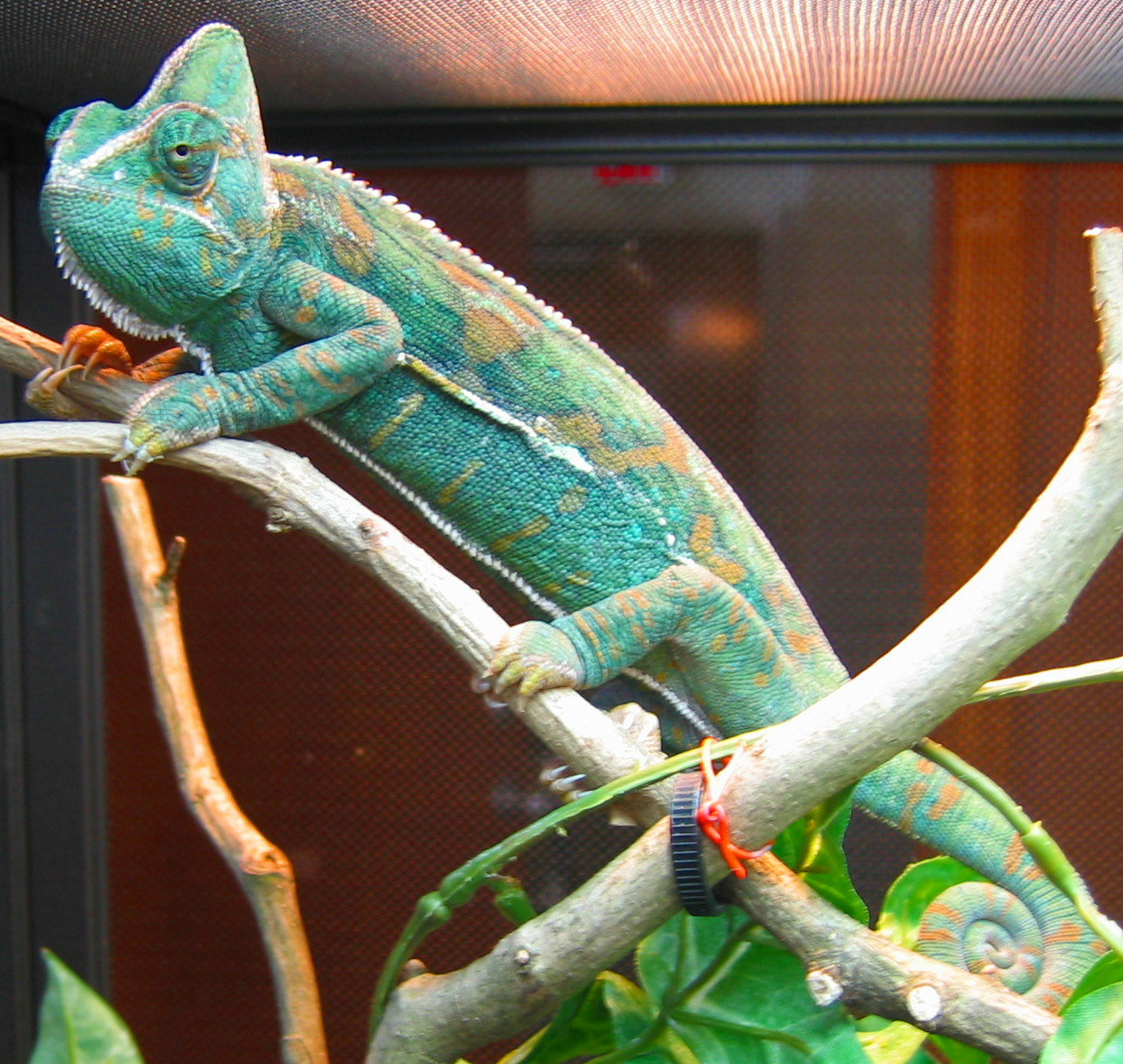
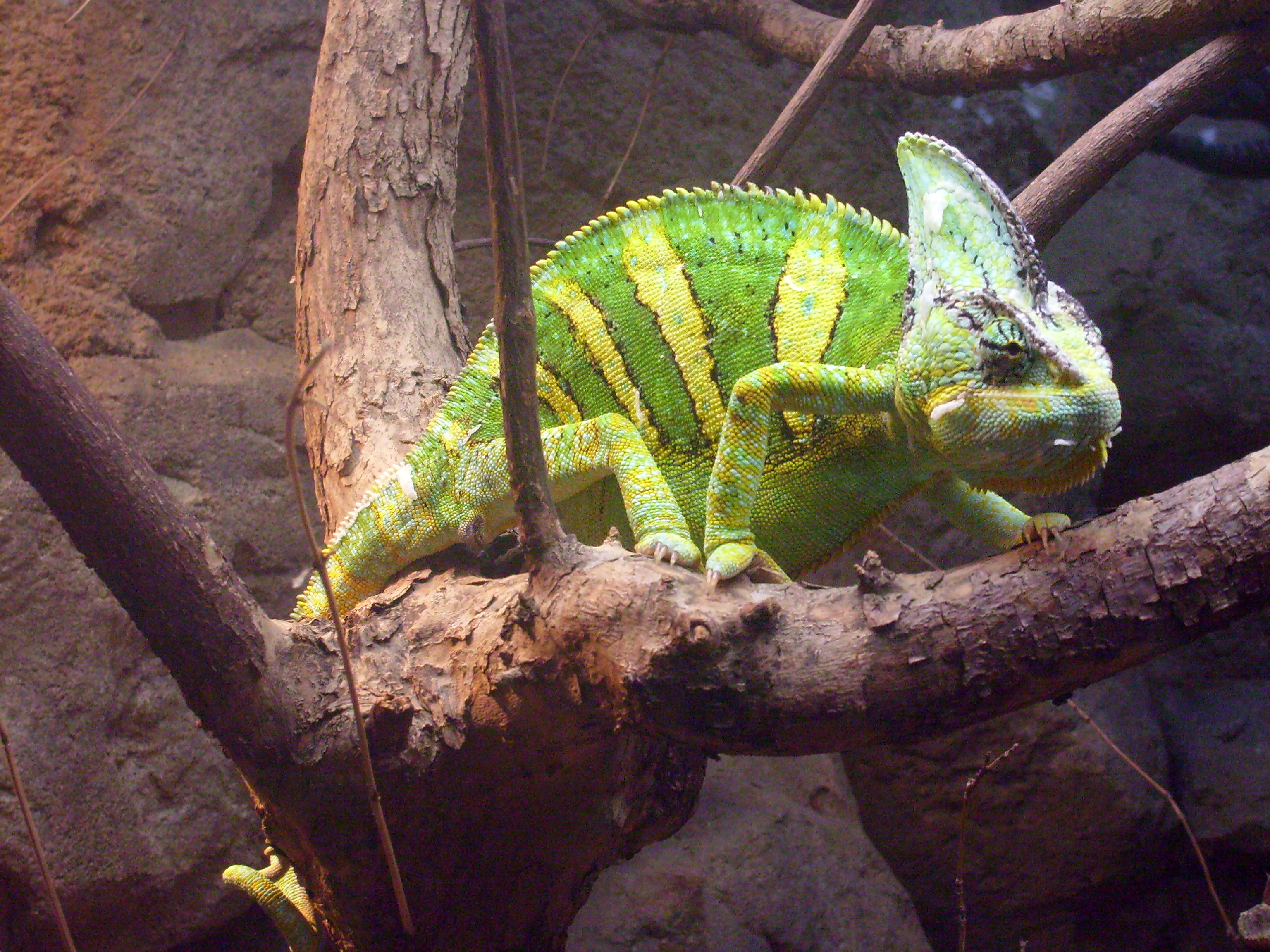
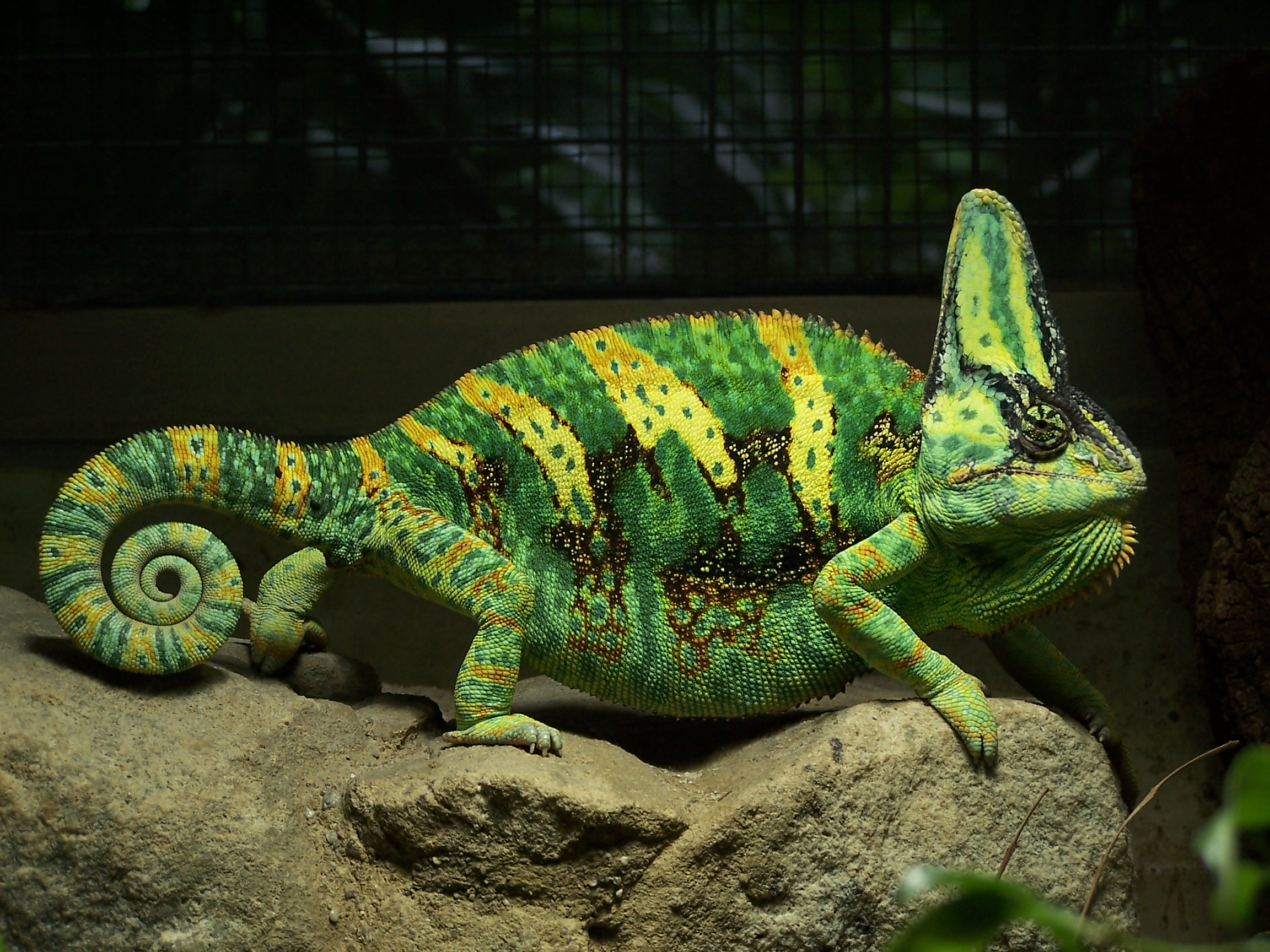
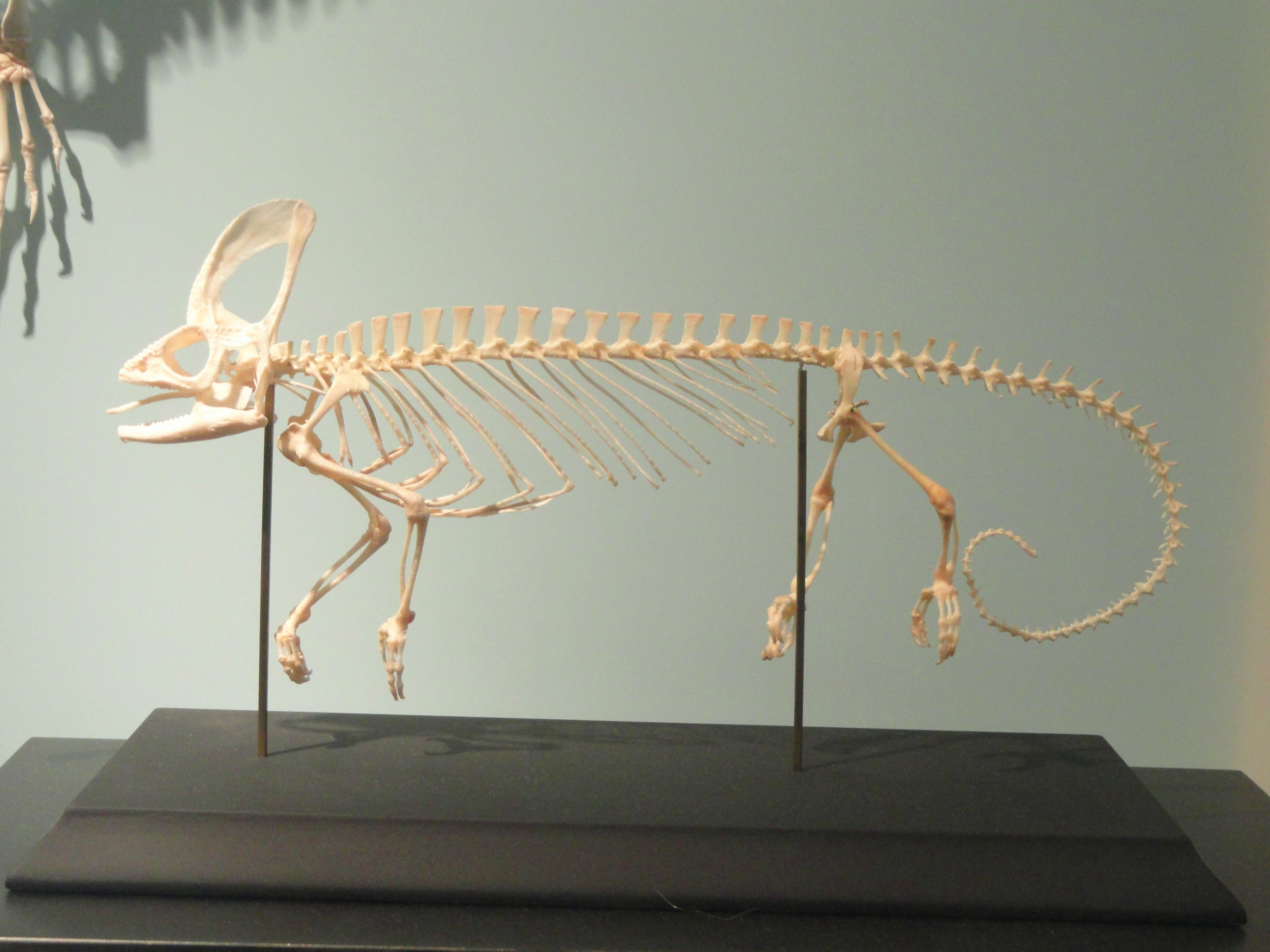

## 文化
高冠變色龍為SUSE作業系統的商標。

## 延伸閱讀
- Andrews, R. M. (2008). Effects of incubation temperature on growth and performance of the veiled chameleon (Chamaeleo calyptratus). Journal of Experimental Zoology Part A: Ecological Genetics and Physiology 309(8), 435-46.
- Herrel, A., et al. (2014). The scaling of tongue projection in the veiled chameleon, Chamaeleo calyptratus. （页面存档备份，存于） Zoology 117 227-36.
- McCartney, K. L., et al. (2014). The effect of carotenoid supplementation on immune system development in juvenile male veiled chameleons (Chamaeleo calyptratus). （页面存档备份，存于） Frontiers in Zoology 11 26.

## 外部連結
- Veiled Chameleon Care Sheet. （页面存档备份，存于） The Lizard Lounge.（英文）
- Veiled Chameleon. Biotropics.com（英文）